# Országos Bajnokság III.
Az Országos Bajnokság III. (röviden: OB III) egy magyarországi harmadosztályú amatőr jégkorongbajnokság. A 2023–24-es szezont a székesfehérvári Hevület nyerte.

## Története
A bajnokság 2013-ban indult el 8 csapattal, a kezdő 2013–14-es szezont a MAC-MHC csapata nyerte.  A következő szezonra a bajnoksághoz csatlakozott az OB IV győztese, a Kanadai Magyar Hokiklub, ami meg is nyerte a szezont. A Zempléni Hiúzok 2022-ben csatlakozott a bajnoksághoz, ebben a szezonban indított csapatot először a DVTK Jegesmedvék is.

## Lebonyolítás

### Alapszakasz
Az alapszakaszban 7 csapat vesz részt. Mindegyik csapat 12 mérkőzést játszik összesen, mindegyik csapattal 1-1 meccset otthon és idegenben.

### Rájátszás
A rájátszásba a 4 legtöbb pontot szerző csapat jut be. A sorozatokat két nyert meccsig játsszák.
A rájátszás ágrajza:
|  | Elődöntők | Elődöntők | Elődöntők |  |  | Döntő | Döntő | Döntő |  |
|  |           |           |           |  |  |       |       |       |  |
|  | 1         |           |           |  |  |       |       |       |  |
|  |           |           |           |  |  |       |       |       |  |
|  | 4         |           |           |  |  |       |       |       |  |
|  |           |           |           |  |  |       |       |       |  |
|  |           |           |           |  |  |       |       |       |  |
|  |           |           |           |  |  |       |       |       |  |
|  | 3         |           |           |  |  |       |       |       |  |
|  |           |           |           |  |  |       |       |       |  |
|  | 2         |           |           |  |  |       |       |       |  |

## Résztvevők

### Jelenlegi csapatok
A bajnokságban játszó csapatok a 2024-25-ös szezonban:
| Csapat                 | Város           | Jégcsarnok                     |
| ---------------------- | --------------- | ------------------------------ |
| DVTK Jegesmedvék       | Miskolc         | Miskolci Jégcsarnok            |
| Hargitai Farkasok      | Budapest        | Mátyásföldi Jégcsarnok         |
| Hevület                | Székesfehérvár  | Ifjabb Ocskay Gábor Jégcsarnok |
| Hokiklub Budapest      | Budapest        | Tüskesátor                     |
| Semmelweis Doctors     | Budapest        | FTC Sátras Jégpálya            |
| Szombathelyi Pingvinek | Szombathely     | Trend Optika Jégcsarnok        |
| Zempléni Hiúzok        | Sátoraljaújhely | Sátoraljaújhely Jégcsarnok     |

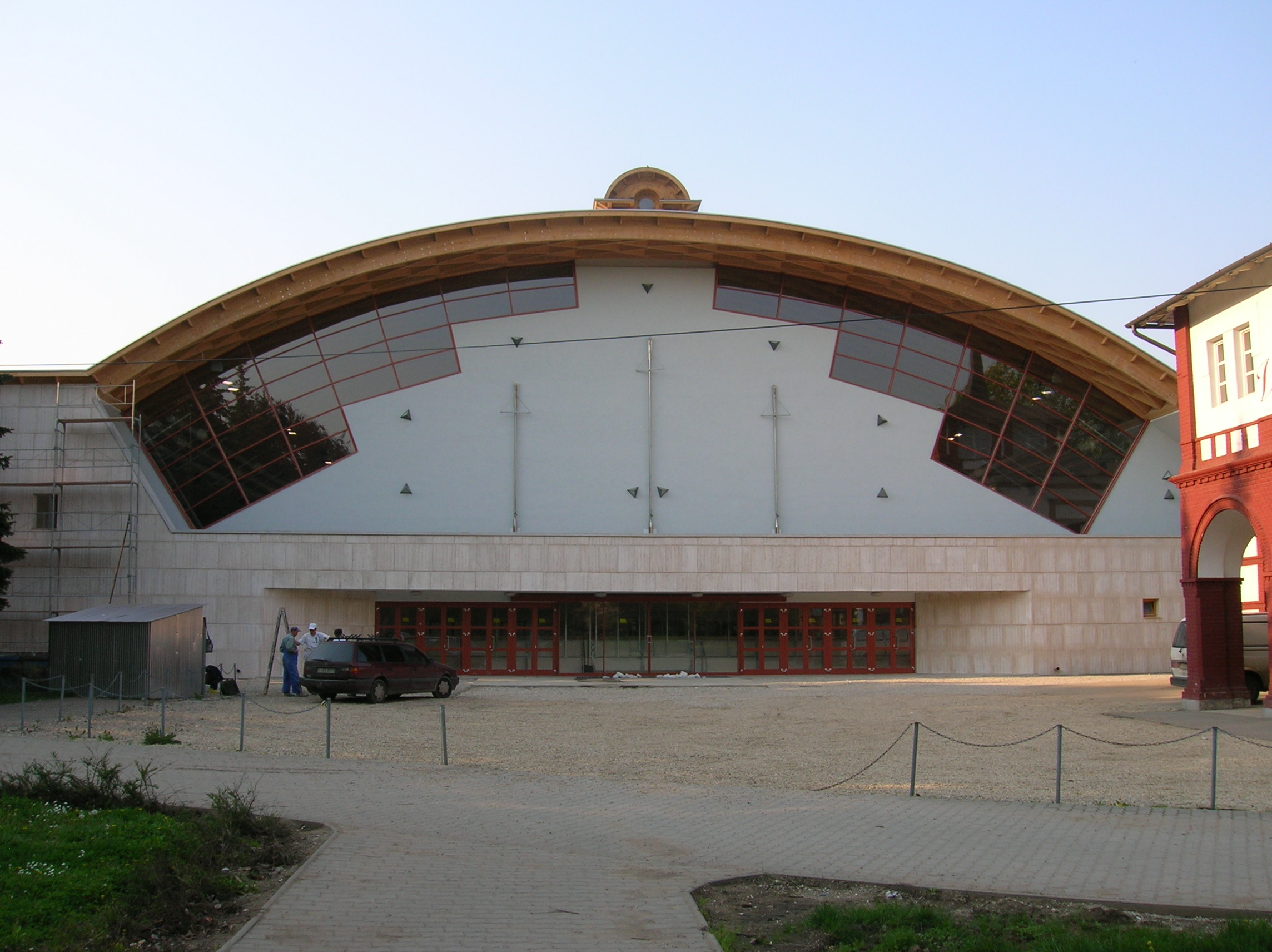
A miskolci jégcsarnok

### Korábbi csapatok
| Csapat                       | Város          | Jégcsarnok                                 |
| ---------------------------- | -------------- | ------------------------------------------ |
| Egerszegi Titánok            | Zalaegerszeg   | Zalaegerszegi jégcsarnok                   |
| Lizards                      | Székesfehérvár | Ifjabb Ocskay Gábor Jégcsarnok             |
| Worm Angels                  | Dunaújváros    | Dunaújvárosi Jégcsarnok                    |
| Lehel HC                     | Jászberény     | Jászberényi Jégcsarnok                     |
| Szigeti Bikák                | Budapest       | Mátyásföldi Jégcsarnok FTC Sátras Jégpálya |
| KSI SE                       | Budapest       | Millenáris Jégpálya Óbudai Jégcsarnok      |
| Nyugati Eszkimók Szombathely | Szombathely    | Zalaegerszegi jégcsarnok Győri Jégcsarnok  |
| ESMTK                        | Budapest       | FTC Sátras Jégpálya                        |
| Vasas                        | Budapest       | Vasas Jégcentrum                           |
| DJK SE                       | Debrecen       | Debreceni jégcsarnok                       |
| Biatorbágy Viadukt           | Budapest       | Óbudai Jégcsarnok                          |
| White Sharks Hockey Club     | Budapest       | Újpesti jégcsarnok                         |
| TSE Gerillák                 | Budapest       | Óbudai Jégcsarnok                          |
| Rozmár JSE                   | Budapest       | Vasas Jégcentrum                           |
| MAC Budapest                 | Budapest       | Kisstadion                                 |

## Bajnokok
| Szezon  | Győztes           | Döntő végeredménye | Döntős                   | Harmadik helyezett |
| ------- | ----------------- | ------------------ | ------------------------ | ------------------ |
| 2013–14 | MAC-MHC           | 4-1                | Hargitai Farkasok I      | UTE Amatőr         |
| 2014–15 | KMH Budapest      | 5-4 b.u.           | MAC-MHC                  | Hargitai Farkasok  |
| 2015–16 | KMH Budapest      | 2-1                | MAC-MHC                  | Hargitai Farkasok  |
| 2016–17 | KMH Budapest      | 2-1                | MAC-MHC                  | Hargitai Farkasok  |
| 2017–18 | KMH Budapest      | 2-0                | White Sharks Hockey Club | Hevület            |
| 2018–19 | KMH SE            | 2-0                | Hargitai Farkasok        | Biatorbágy Viadukt |
| 2019–20 | KMH SE            | 2-0                | Szigeti Bikák            | Hargitai Farkasok  |
| 2020–21 | KMH SE            | 2-0                | Egerszegi Titánok        | Lehel HC           |
| 2021–22 | Hevület           | 2-1                | KMH SE                   | Egerszegi Titánok  |
| 2022–23 | Hokiklub Budapest | 2-1                | DVTK Jegesmedvék         | Hevület            |
| 2023–24 | Hevület           | 2-1                | Hokiklub Budapest        | DVTK Jegesmedvék   |
| 2024–25 | DVTK Jegesmedvék  | 2-1                | Hevület                  | Hokiklub Budapest  |